# 11735 Isabellecohen
11735 Isabellecohen este o planetă minoră (asteroid), cu un diametru de 4,623 km, din centura de asteroizi. A fost descoperită pe 22 mai 1998 la Magdalena Ridge Observatory⁠(d) de Lincoln Near-Earth Asteroid Research. 
Obiectul prezintă o orbită caracterizată de o semiaxă mare de 3,0054969 UAi, o excentricitate de 0,13, o înclinație de 3,61498 ° în raport cu ecliptica.